# Neckera submacrocarpa
Neckera submacrocarpa là một loài Rêu trong họ Neckeraceae. Loài này được Dixon miêu tả khoa học đầu tiên năm 1920.